# تشارلي يلفرتون
تشارلي يلفرتون (بالإنجليزية: Charlie Yelverton)‏ مواليد 5 ديسمبر 1948 في نيويورك، هو لاعب كرة سلة أمريكي معتزل. بدأ مسيرته الاحترافية في سنة 1971. تم اختياره من قبل فريق بورتلاند ترايل بلايزرز خلال الدرافت. حمل الرقم 11. يبلغ طوله 6 قدم 2 بوصة (1.9 م). اعتزل اللعب في 1987.

## المسيرة الاحترافية
لعب مع بورتلاند ترايل بلايزرز في موسم 1971–1972، ثم لعب مع نادي أولمبياكوس لكرة السلة في موسم 1972–1973، ثم لعب مع بالاكانسترو فاريزي في الدوري الإيطالي في موسم 1974–1975.

## روابط خارجية
- تشارلي يلفرتون على موقع إن بي أي (الإنجليزية)
- تشارلي يلفرتون على موقع سبورتس رفرنس (الإنجليزية)
- تشارلي يلفرتون على موقع كلية كرة السلة في سبورتس رفرنس.كوم (الإنجليزية)
- تشارلي يلفرتون على موقع ريلجم (الإنجليزية)
- تشارلي يلفرتون على موقع بروبوليرز (الإنجليزية)